# Luch (Fluss)
Der Luch (russisch Лух) ist ein 240 km langer linker Nebenfluss der Kljasma in den russischen Oblasten Iwanowo, Nischni Nowgorod und Wladimir.

## Verlauf
Der Luch entspringt etwa 10 km östlich der Stadt Witschuga in der Oblast Iwanowo. Er fließt in überwiegend südlicher Richtung. Dabei bildet er kurzzeitig die Grenze zwischen den Oblasten Iwanowo und Nischni Nowgorod. Die letzten Kilometer verläuft der Fluss dann in der Oblast Wladimir. 
Der Luch mündet in die Kljasma – 68 km oberhalb deren Mündung in die Oka.
Die Mündung liegt zwischen den beiden an der Kljasma gelegenen Städten Wjasniki (im Westen) und Gorochowez (im Osten).

## Hydrologie
Der Luch  entwässert ein Areal von 4450 km². 
Der Fluss wird hauptsächlich von der Schneeschmelze gespeist.
109 km oberhalb der Mündung beträgt der mittlere Abfluss 17 m³/s.
Ende November bis April ist der Luch eisbedeckt.